# Skwierzyna (gemeente)
De gemeente Skwierzyna is een stad- en landgemeente in het Poolse woiwodschap Lubusz, in powiat Międzyrzecki.
De zetel van de gemeente is in Skwierzyna.
Op 30 juni 2004 telde de gemeente 12 769 inwoners.

## Administratieve plaatsen (sołectwo)
- Dobrojewo
- Gościnowo
- Krobielewko
- Murzynowo
- Świniary
- Trzebiszewo
- Wiejce

## Oppervlakte gegevens
In 2002 bedroeg de totale oppervlakte van gemeente Skwierzyna 285,44 km², waarvan:
- agrarisch gebied: 24%
- bossen: 68%

De gemeente beslaat 20,57% van de totale oppervlakte van de powiat.

## Demografie
Stand op 30 juni 2004:
| Omschrijving                   | Totaal | Totaal | Vrouwen | Vrouwen | Mannen | Mannen |
| ------------------------------ | ------ | ------ | ------- | ------- | ------ | ------ |
| eenheid                        | aantal | %      | aantal  | %       | aantal | %      |
| inwoners                       | 12 769 | 100    | 6552    | 51,3    | 6217   | 48,7   |
| bevolkingsdichtheid (inw./km²) | 44,7   | 44,7   | 23      | 23      | 21,8   | 21,8   |

In 2002 bedroeg het gemiddelde inkomen per inwoner 1495,45 zł.

## Aangrenzende gemeenten
Bledzew, Deszczno, Drezdenko, Międzychód, Przytoczna, Santok

## Geboren
- Johann Gottfried Piefke (1815–1884), Duits componist, militaire kapelmeester en hoboïst